# حارة القصر (مسلسل)
حارة القصر مسلسل سوري، إخراج علاء الدين كوكش و محمد الشليان مساعد مخرج، تأليف عادل أبو شنب. من إنتاج عام 1970.

## قصة المسلسل
مسلسل درامي تشويقي سوري يستعرض حياة أم مكافحة تحاول تجميع أبنائها حولها والحفاظ عليهم ومنعهم من السفر أو الهجرة خارج البلاد وطويهم تحت جناحيها وحل كل مشكلاتهم. التي تجسد صراع الأمهات في فترة زمنية مرت بها البلاد.

## الممثلون
ضم نخبة من نجوم الدراما السورية في تلك الفترة، ومن أبرز الممثلين المشاركين فيه:.
- محمد خير حلواني (أبو ممدوح)
- هاني الروماني (حسني)
- عصام عبه جي (أبو زكي)
- يوسف حنا (يوسف الخليل) (ممدوح)
- علي الرواس (أبو درويش)
- سليم كلاس (هادي)
- عبدالرحمن آل رشي (أبو صالح)
- مها الصالح (فدوى)
- ثناء دبسي (أمينة)
- نور كيالي (أبو دياب)
- محمد أبو الفتح (درويش)
- يولاند أسمر (أم حياة)
- فايزة الشاويش (حياة)
- أديب شحادة (عطوان)
- عدنان عجلوني (المحقق)
- محمد الشماط (المنجد أبو عدنان)
- سمير غريبة (سمير)
- إيلي غريبة (حسن (مساعد المحقق))
- ياسر العظمة (عبدو كرباج)
- أحمد أيوب (أبو هادي المسلاتي)
- عبدالهادي الصباغ (من رجال الحارة (ح 10/8/6)
- شريف السيد (من رجال الحارة (ح 6/5)
- رياض شحرور (يتشاجر مع قسام (ح 3)
- يوسف الأبطح (يسأل عن حسني ( ح 7)
- رضوان عقيلي (يسأل عن حسني ( ح 7)
- أحمد مسالخي (من رجال الحارة (ح 8 )